# سارگیس بارخوداریان
سارگیس واسیلی بارخوداریان (ارمنی: Սարգիս Վասիլի Բարխուդարյան) انگلیسی: Sargis Barkhudaryan زادهٔ ۲۶ اوت ۱۸۸۷ - درگذشته ۲۵ اکتبر ۱۹۷۳) یک موسیقی‌دان، نوازنده پیانو و مربی اهل ارمنستان بود.

## زندگی‌نامه
وی در ۷ سپتامبر [سبک قدیمی: ۲۶ اوت] ۱۸۸۷ در تفلیس به دنیا آمد و در سال ۱۹۱۵ فارغ‌التحصیل شد. عناوین افتخاری هنرمند مردمی ارمنستان شوروی در سال ۱۹۶۰ م و چهره هنری شایسته گرجستان شوروی به وی اعطاء گردید. وی در ۲۵ اکتبر ۱۹۷۳ در سن ۸۶ سالگی در تفلیس درگذشت و در ایروان به خاک سپرده شد.

## جوایز
- هنرمند مردمی ارمنستان شوروی